# Меркурий (фрегат, 1820)
«Мерку́рий» — 44-пушечный фрегат Балтийского флота Российской империи, тип «Спешный». Был заложен 31 июля (12 августа) 1819 года на Соломбальской верфи и спущен на воду 31 мая (12 июня) 1820 года. Строительство осуществлялось известным корабельным мастером Андреем Михайловичем Курочкиным.

## Основные характеристики
- Водоизмещение = около 1950 т[1];
- Длина по верхней палубе = 48,6 м.[1];
- Ширина по мидель-шпангоуту = 12,7 м.[1];
- Осадка = 3,9 м[1];
- Арт. вооружение = 44 орудия (24-фн — по штату)[1].

## История службы
В 1820 году фрегат вышел из Архангельска в Кронштадт, в 1823 и 1824 годах находился в практических плаваниях в Балтийском море. 7 (19) ноября 1824 года во время наводнения «Меркурий» стоял в Военной гавани Кронштадта, но был сорван с якоря и отнесён на отмель к Северной стенке. С отмели фрегат был снят только 8 (20) июля следующего года.
10 (22) июня 1827 года с эскадрой адмирала Сенявина фрегат вышел из Кронштадта, зашёл в Ревель, Копенгаген и 28 июля (9 августа) прибыл в Портсмут. После того, как эскадра контр-адмирала графа Л. П. Гейдена ушла в Средиземное море, 12 (24) августа эскадра Сенявина, в составе которой находился «Меркурий», вышла из Портсмута и через месяц, 13 (25) сентября, прибыла в Кронштадт.
В 1828 году, также в составе эскадры адмирала Сенявина, фрегат «Меркурий» находился в практическом плавании в Балтийском море до бухты Кёге.
Фрегат был разобран в 1829 году в Кронштадте.

## Командиры
Фрегат «Меркурий» в разное время ходил под командованием следующих капитанов:
1. 1820 — Д. Бутлер
2. 1823—1824 — Л. Ф. Богданович
3. 1827 — М. М. Кишкин
4. 1828 — А. Р. Адамс